# Ascodesmis volutelloides
Ascodesmis volutelloides är en svampart som beskrevs av Massee & E.S. Salmon 1902. Ascodesmis volutelloides ingår i släktet Ascodesmis och familjen Ascodesmidaceae.   Inga underarter finns listade i Catalogue of Life.